# Cepaea hortensis
El Cepaea hortensis,és una espècie de cargol terrestre de mida mitjana. Està estretament emparentat amb el Caragol llistat de bosc.

## Descripció

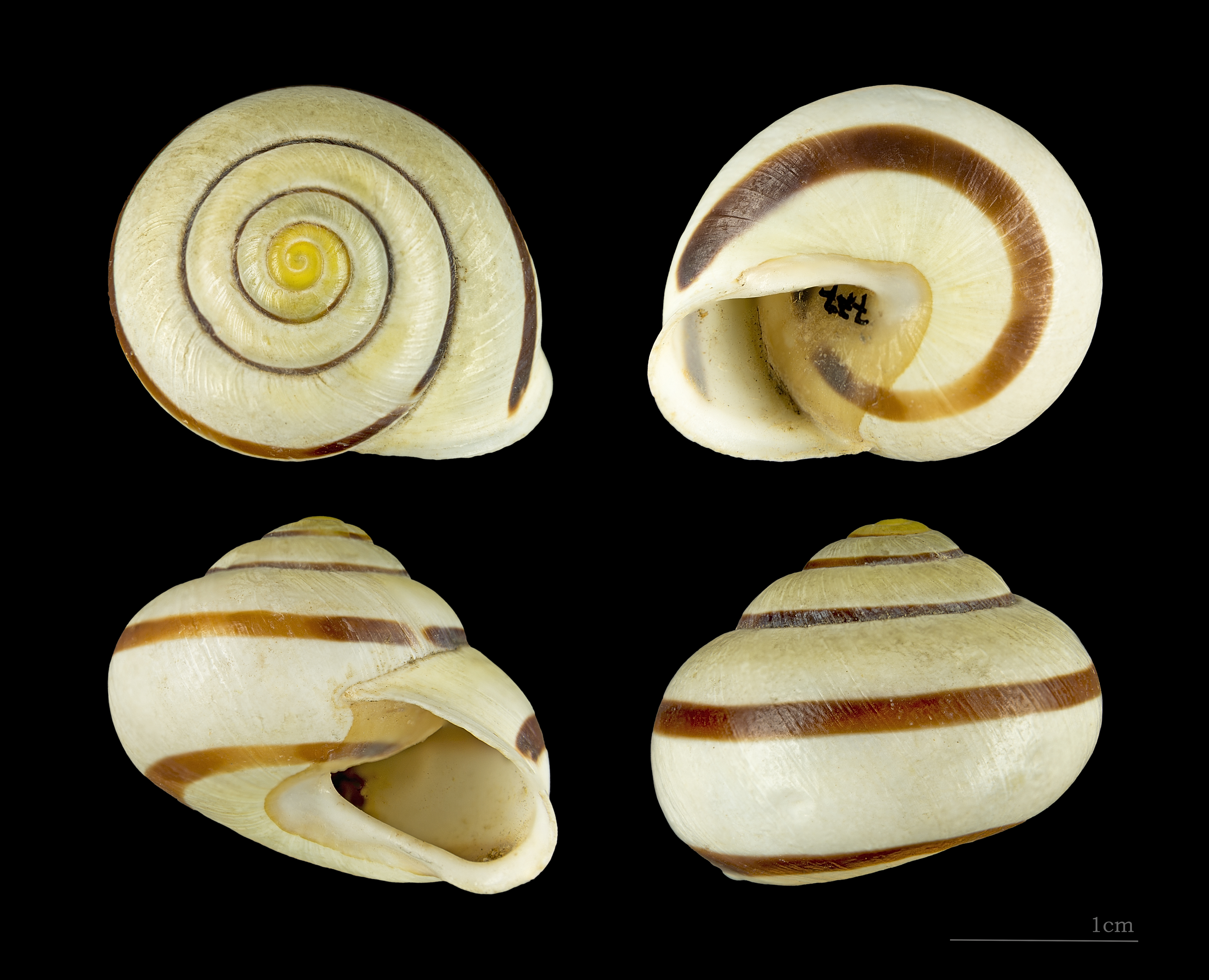
conquilla de Cepaea hortensis

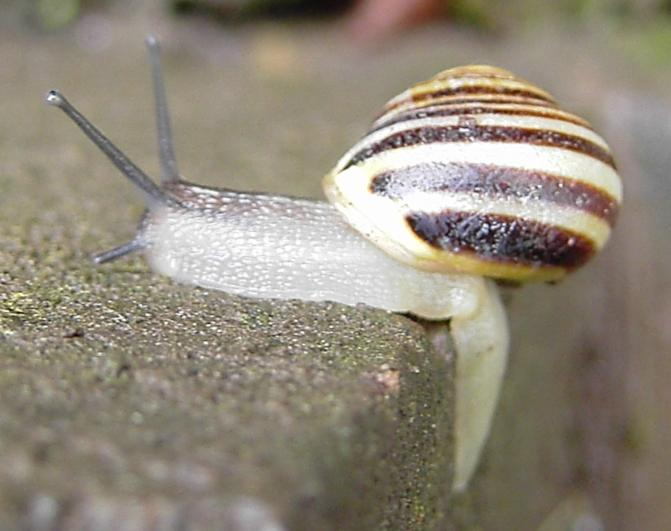
Cepaea hortensis

La seva conquilla arriba a fer 2,5 cm i presenta molta variabilitat. La mida dels seus ous és de 2 mm.

## Distribució
Origen des d'Europa occidental i central. S'ha introduït a parts del nord-est dels Estats Units.

## Hàbitat
Boscos, dunes i praderies.